# 臨床社会心理学
臨床社会心理学（りんしょうしゃかいしんりがく）とは、精神科医や臨床心理士などが治療目的で接した人の観察と、そこで得た知見によって、「その背後にある社会心理の動向について、一定の認識と仮説を提示する学問」のこと。

## 臨床社会心理学の方法
小此木啓吾は、『日本人はどう変わったのか 戦後から現代へ』にて、臨床社会心理学の方法として、4つの方法を挙げている。1つめは精神病理学的な方法で、精神科医や臨床心理士などを訪れる人は、世の中に広くひろがっている社会心理的ストレスを増幅した形で表現しているとみなし、社会に広まっている社会心理的ストレスや共通する適応のパターン（社会的性格）、価値観を読み取ろうとする方法。2つめは、過去・歴史時代の精神病理状況を資料から読み、臨床家として接している現在の症例との比較考察を行う方法。3つめは、自身の経験を通した、年代論・世代論的な考察を行う方法。4つめは、比較文化論的な方法で、文化によって精神病理学的な現象の違いがどう出るかを比較考察する方法である。。

## 戦後日本に見られる特徴的な精神病理学的現象
戦後日本に見られる特徴的な精神病理学的な現象は、1987年に小此木啓吾が提示するところによれば、(1)児童生徒の登校拒否および大学生の無気力症および社会人の出勤恐怖症、(2)思春期から青年期の女子の欲動障害、(3)昭和一桁・10年世代の男性の心の危機、(4)中高年女性の空巣症候群の4つである。
これらの現象は、戦後、守るべき社会規範が内在しなくなったことが背景・原因と考えられている。戦後日本の教育原理において、価値観を社会が押しつけることは好ましくない、価値・判断は自由な環境の下で自主的に選び取っていくものだ、個人の感情や欲望や主張をまず尊重しよう、とされたことによって、規範・義務・美学といった超自我が内在しなくなるという現象が起こり、その結果として現れた症状と考えられている。。
1つめは、集団や組織、思想や価値観など、自分を超えたものに同一化し、○○としての自分を生きる、○○としての義務と責任を全うして生きるのではなく、「いかなる同一化も拒否し、自分はあくまで自分であるという自意識」で生きる「モラトリアム人間（小此木啓吾の言葉）」が生んだものだという。
2つめは、自分の衝動や欲望をコントロールして表現する価値規範が内在しなくなることにより、良いとき悪いとき、自身の愛憎に振り回されずに安定した表現を続けることが困難というもので、境界パーソナリティ障害という現象である。男性にも女性にもみられるが、思春期から青年期の女性に顕著である。この境界パーソナリティ障害は戦後アメリカでも増えていて、こちらはキリスト教道徳が弱まったことが原因と考えられている。
3つめは、敗戦を挟んで少年時代に理想の対象（軍国日本）の崩壊と幻滅、理想の再構築（戦後民主主義）を経験し、その変化によって国家や家族への同一化ではなく企業にアイデンティティーを持って生きてきた昭和一桁・10年世代の男性が、高度成長から安定成長期に移る経済社会の変化、自身が55歳の定年に近づく一方で日本人の寿命が延びる現実にあたり、第二の人生を始めるにあたって、心の危機を生じるというもので、うつ病、心身症、ストレス反応などが現れる。
4つめは、家庭を中心とする戦前の教育も受け、戦後民主主義の男女同権の意識も併せ持っている昭和一桁・10年世代の家庭を守ってきた女性が、子供が独立していったときに、人生の空白を感じるというもので、うつ病の発症、アルコール依存などが現れる。
小此木啓吾は、自分を超えた価値観をどうにかして新しく見つけなければならないと危機感を提起する一方で、アイディンティティーを持たない生き方は、比較文化論的には、日本の文化のなかには伝統的にあり続けてきたものであると思われるとして、「ソフトな自我」という言葉で、その場その場に適応していく生き方も1つの道・在り方ではないか、と1987年出版の本のなかで考察している。